# 壊死性髄膜脳炎
壊死性髄膜脳炎（えしせいずいまくのうえん、英: Necrotizingmeningoencephalitis：NME）は、パグ、ペキニーズ、シーズーなど小型犬種を中心に発生する疾患である。別名をパグ脳炎（Pug dog encephalitis）とも言う。

## 特徴と原因
NMEは脳全体に壊死などの炎症が起こる慢性的な脳疾患で犬種としてパグに多く見られることからパグ脳炎
と呼ばれるが、他にペキニーズやシーズー、フレンチ・ブルドッグ、チワワ、パピヨン、そして昭和時代に愛玩犬の御三家であったポメラニアン、マルチーズ、ヨークシャー・テリアなどにも発症の報告がある。これらのNMEの報告を受けている犬種は水頭症や真性癲癇（てんかん）の罹患率の高い傾向があることから何らかの遺伝的素因が関与していると思われる。しかしNMEの原因は不明で治療法も見つかっていない。

## 経過と症状
NMEは大脳皮質の発生して次第に大脳基底核、小脳、脳幹へと進行し、それに伴って臨床症状も進行する。初期症状として発作、運動失調、旋回運動、視力障害などがみられ進行すると嗜眠や意識消失、摂食障害、嚥下困難、遊泳運動などが生じ、数日から数週間で急速に悪化進行する。そして治療により脳の壊死を制御できない場合は、盲目、斜頸、起立不能、飲水障害、昏睡などの神経学的異常が急激に進行し、発病からわずか1日から数週間で死に至るか、手の施しようのないまま安楽死せざるを得ない状況に至る。